# Atletica leggera ai Giochi della VII Olimpiade - Lancio del disco
La competizione del lancio del disco di atletica leggera ai Giochi della VII Olimpiade si svolse i giorni 21 e 22 agosto 1920 allo Stadio Olimpico di Anversa.

## L'eccellenza mondiale
| Campione olimpico 1912  | 45,21      | Armas Taipale | Presente  |
| Primatista mondiale     | 47,58 1912 | James Duncan  | Rit. 1919 |
| Migliore prest. europea | 48,10 1916 | Armas Taipale | Presente  |
| Primatista stagionale   | 44,63      | Gus Pope      | Presente  |

1. ↑  Tale prestazione non fu omologata dalla IAAF, quindi fu valida solo come primato nazionale.
2. ↑  Fino al 15 agosto.
3. ↑  Prestazione ottenuta alle selezioni nazionali USA (Trials).

## Risultati

### Turno eliminatorio
Tutti i 17 iscritti hanno diritto a tre lanci. Poi si stila una classifica. I primi sei disputano la finale (tre ulteriori lanci).
I sei finalisti si portano dietro i risultati della qualificazione.
La miglior prestazione appartiene a Elmer Niklander (Fin) con 44,685 m.
| Pos. | Atleta             | Nazione        | Misura |
| ---- | ------------------ | -------------- | ------ |
| 1    | Elmer Niklander    | Finlandia      | 44,685 |
| 2    | Armas Taipale      | Finlandia      | 44,190 |
| 3    | Gus Pope           | Stati Uniti    | 42,130 |
| 4    | Kenneth Bartlett   | Stati Uniti    | 40,875 |
| 5    | Oscar Zallhagen    | Svezia         | 40,160 |
| 6    | Allan Eriksson     | Svezia         | 39,410 |
| 7    | Valther Jensen     | Danimarca      | 38,230 |
| 8    | Ville Pörhölä      | Finlandia      | 38,190 |
| 9    | Aurelio Lenzi      | Italia         | 37,750 |
| 10   | Kenneth Wilson     | Stati Uniti    | 37,580 |
| 11   | André Tison        | Francia        | 37,350 |
| 12   | Jonni Myyrä        | Finlandia      | 37,000 |
| 13   | František Hoplíček | Cecoslovacchia | 36,750 |
| 14   | Émile Ecuyer       | Francia        | 36,100 |
| 15   | Daniel Pierre      | Francia        | 35,530 |
| 16   | Arthur Delaender   | Belgio         | 32,000 |
| -    | Hans Granfelt      | Svezia         | NM     |

### Finale
Si gareggia alle 10 di mattina. Nessuno dei primi tre si migliora.
Classifica
| Pos.    | Atleta           | Atleta | Nazione     | Misura |
| ------- | ---------------- | ------ | ----------- | ------ |
| Oro     | Elmer Niklander  | 30     | Finlandia   | 44,685 |
| Argento | Armas Taipale    | 30     | Finlandia   | 44,190 |
| Bronzo  | Gus Pope         | 22     | Stati Uniti | 42,130 |
| 4       | Oscar Zallhagen  | 27     | Svezia      | 41,070 |
| 5       | Kenneth Bartlett | 24     | Stati Uniti | 40,875 |
| 6       | Allan Eriksson   | 26     | Svezia      | 39,410 |